# Вільгельм Йоос

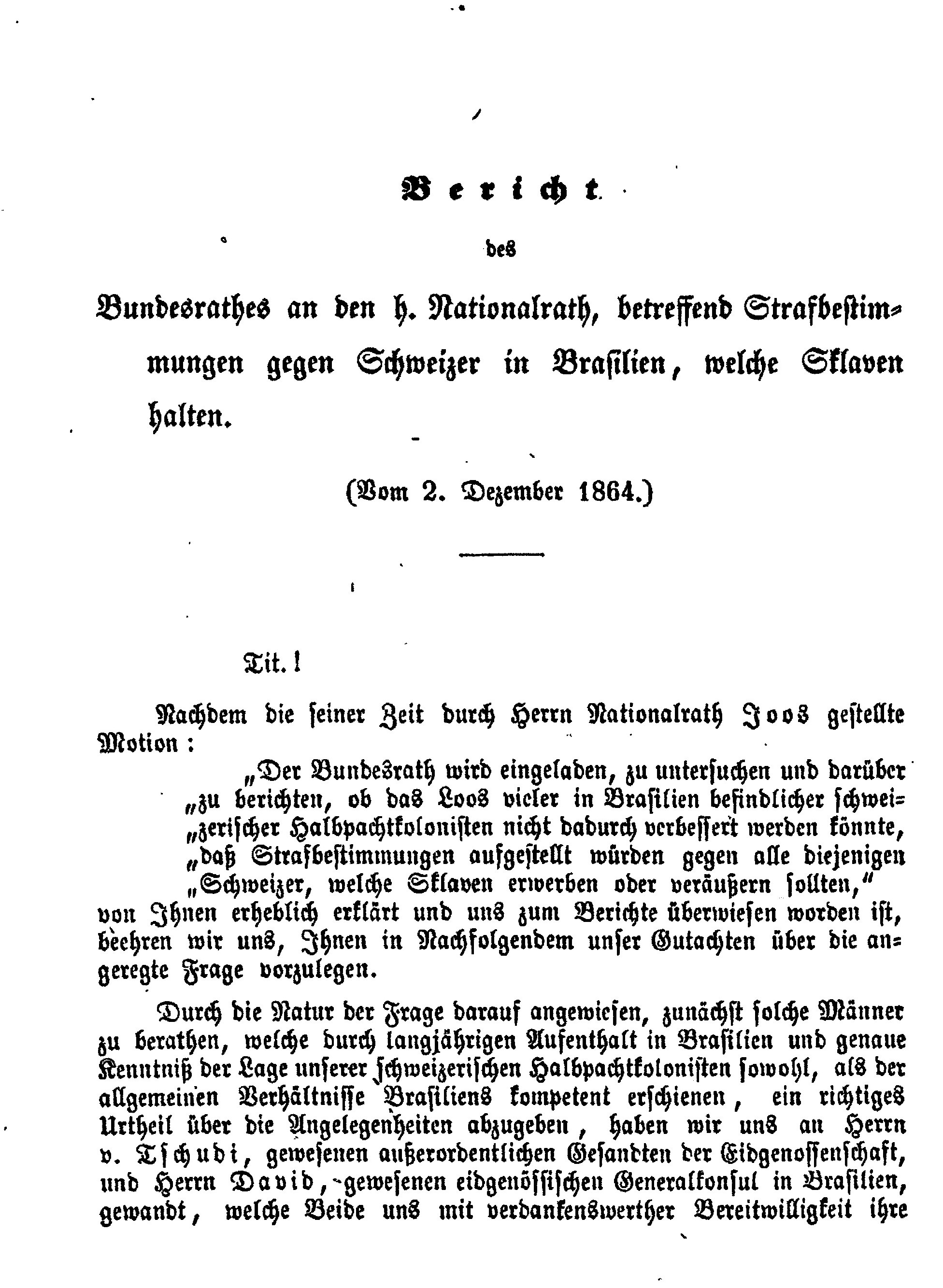
Звіт Швейцарської федеральної ради про рабство від 2 грудня 1864 року, титульна сторінка

Вільгельм Йоос (нім. Wilhelm Joos; *1 квітня 1821, Шаффгаузен — 6 листопада 1900, Шаффгаузен) — швейцарський лікар, письменник і член Національної ради. Серед іншого, він був першим швейцарським політиком у національному парламенті, який виступав за заборону рабства та обмеження дитячої праці.

## Життя та робота
Вільгельм Йоос народився 1 квітня 1821 року в Шаффгаузені, син урядового радника Бернхарда Йоганна Фройлера Йооса (1793—1855) та його дружини Луїзи Урсули (1799—1831). У нього було четверо братів і сестер.
Йоос вивчав медицину в Геттінгені, Ерлангені, Лондоні, Берліні та Відні. Потім кілька років він працював лікарем у Бразилії та Колумбії. З 1852 року фінансово незалежний Йоос подорожував зі своїм братом Емілем до Франції, Єгипту, Палестини та Туреччини. Згодом у 1857 році він повертається до рідного міста Шаффгаузен і звернувся до політики. З 1858 по 1900 рік він був членом Кантональної ради, з 1862 по 1863 рік — Міської ради (виконавчої влади), а з 1863 по 1900 рік — Національної ради. Він був політиком-візіонером, який протягом своєї довгої політичної кар'єри розглядав численні, дуже різні питання.
Особливою турботою Вільгельма Йооса була колонізаційна еміграція під наглядом держави. Він неодноразово встановлював контакти з країнами імміграції (спочатку Коста-Рикою, пізніше зі Сполученими Штатами), укладав договори про дарування землі та намагався заручитися підтримкою більшості в Швейцарії для реалізації цих проєктів, які мали б забезпечити бідним сім'ям можливість організованої еміграції під захистом Швейцарії. Однак усі ці проекти провалилися через відсутність підтримки в Швейцарії.
Серед його перших пропозицій у Національній раді були дві пропозиції 1863 та 1864 років щодо криміналізації рабовласництва та работоргівлі швейцарськими громадянами. У них він назвав рабство «злочином проти людяності». Друга пропозиція, на яку зараз посилається Національна рада, містила прохання надати звіт про те, чи «не можна покращити долю багатьох швейцарських переселенців у Бразилії шляхом встановлення кримінальних положень проти всіх швейцарців, які купують або продають рабів», що зробило б купівлю-продаж рабів кримінальним злочином. У своїй заяві Федеральна рада написала, що, виходячи з думок панів Чуді та Давіда, який сам був колишнім генеральним консулом у Бразилії, а також додаткової інформації від «компетентних осіб», усі вони дадуть негативну відповідь на поставлене питання. Федеральна рада вважала, що таким чином бажаного ефекту досягти не можна. На його думку, пропозиція або позбавить цих швейцарців можливості повернутися до Швейцарії, якщо вони не зможуть продати своїх рабів, що позбавить їх деяких громадянських прав, або ж вони будуть позбавлені «більшої частини свого майна», що буде «несправедливо». 56 голосами проти 21 Національна рада відхилила цей захід.
З 1867 року Вільгельм Йоос вів кампанію за обмеження дитячої праці. Доповідь про становище фабричних робітників, написана економістом Віктором Бемертом у 1868 році, спонукала члена Національної ради Вільгельма Йооса того ж року внести пропозицію про створення федерального закону про фабрики. Йоос хотів, щоб діти віком до 14 років працювали не більше шести годин, а діти віком від 14 до 16 років — не більше 10 годин. Він також хотів заборонити нічну працю для дітей, молоді та працівниць. Роблячи це, він заклав основу для пізнішого федерального закону про фабрики 1877 року.
Іншими темами, якими Вільгельм Йоос займався протягом багатьох років, були вимога створення швейцарського центрального банку, націоналізація залізниць, питання захисту патентів, необхідність промислової статистики та міжнародного стандартного робочого дня, охорона здоров'я працівників у виробництві сірників, право на працю та введення прямого федерального податку. Багато з його політичних вимог були реалізовані лише після кількох спроб, а деякі — лише після його смерті.
Протягом усього свого життя він також займався конфесійними питаннями та присвятив кілька публікацій дискусії про католицьку церкву, які неодноразово переглядав та перевидавав.
Вільгельм Йоос, який називав себе «соціальним аристократом», вважався сварливим та впертим одинаком. Його далекоглядні ідеї часто висміювалися та відкидалися його колегами по раді, оскільки вони підривали привілеї буржуазного вищого класу. Це не завадило йому присвятити своє життя просвітницькій думці та соціальній справедливості.

## Брати і сестри
- Луїза Циглер-Йоос (невідомо) Шаффгаузен
- Берта Нідерер-Йоос (невідомо) Шаффгаузен
- Август Йоос (1823—1845), Шаффгаузен
- Еміль Освальд Йоос (1826—1895), Шаффгаузен, лікар[17]

## Членство
- Швейцарське товариство природничих наук[18]

## Твори

### Твори про еміграцію та політику
- Про захист, організацію та управління швейцарською еміграцією: Відкритий лист до Швейцарського благодійного товариства. Шаффгаузен, самвидавництво (10 видань 1861—1865)
- До Швейцарської федеральної ради, до уваги Федеральних зборів: [щодо еміграції до Центральної Америки]. Шаффгаузен, 1859
- Деякі думки про колоніальну еміграцію. (Кілька видань 1896—1899)
- Закон про Національний банк Сполучених Штатів: включаючи пов'язані з ними поправки та додаткові закони 1874—1875 років. З передмовою Вільгельма Йооса, Берн, 1881

### Сповідні полеміки
- Анатомія меси. Кілька видань з 1856 року
- Афоризми про протестантизм і католицизм. За редакцією мирянина. Шаффгаузен 1856
- Булла «Unam Sanctam» та ватиканський принцип влади. 1-ше видання 1891 року та 2-ге, значно розширене видання 1896 року.
- Die Schmähschrift "In Coena Domini und Messe von Dr. Wilhelm Joos". Herder. 1884.
- Інокентій III: Шість книг про таїнства Меси. За редакцією Вільгельма Йооса Шаффгаузена, Пауля Шоха, 1898
- Катехизис відмінних доктрин протестантської та римо-католицької церков, або Анатематична анатомія папського поховання. 2 видання, 1849 та 1852.
- «Мокре хутро». Пральне мило для гільдії байдужих та невігласів. 8 видань між 1894 і 1900 роками.